# Jump World
JUMP WORLD è il secondo album della boy band giapponese Hey! Say! JUMP, pubblicato il 6 giugno 2012 dall'etichetta discografica J Storm. L'album ha venduto 60 379 copie nel suo primo giorno nei negozi, debuttando alla prima posizione della classifica giornaliera Oricon. Nella sua prima settimana in classifica, l'album ha venduto 126 578 copie arrivando alla prima posizione anche della classifica settimanale Oricon.

## Tracce
1. Perfect Life (パーフェクト ライフ)
2. SUPER DELICATE
3. Tsunagu Te to Te (つなぐ手と手)
4. Boku wa Vampire (僕はVampire)
5. OVER
6. Hero
7. Magic Power
8. Hurry up!
9. Sam & Pinky (サム＆ピンキー)
10. Arigatō (Sekai no Doko ni Ite mo) (｢ありがとう｣～世界のどこにいても～)
11. Together Forever
12. Snap (Hey! Say! BEST) (スナップ)
13. Hana Egao (Hey! Say! 7) (花 えがお)
14. Single Medley Second Act (シングルメドレー Second act)
15. Message from Hey! Say! JUMP members

Edizione limitata
1. Spicy (Hey! Say! BEST) (スパイシー)
2. Uta Utau (Hey! Say! 7) (ウタウタウ)
3. Endless Dream